# Tréauville
Tréauville est une commune française, située dans le département de la Manche en région Normandie, peuplée de 727 habitants.

## Géographie

### Localisation
| Mer de la Manche       | Siouville-Hague | Helleville  |
| Flamanville            | Tréauville      | Benoîtville |
| Flamanville, Les Pieux | Les Pieux       | Les Pieux   |

### Hydrographie
La commune est située dans le bassin Seine-Normandie. Elle est drainée par la Diélette, la Chanteraine, le cours d'eau 01 de la commune des Pieux, le cours d'eau 08 de la Couture, le fossé 01 de la commune de Treauville, le fossé 01 de la Meslinerie, le fossé 01 de la Vieille Forge, le fossé 01 des Maresquets, le fossé 01 du Hameau Mocquet, le fossé 02 de la Vieille Forge, le fossé 03 de la Gioterie, le fossé 20 du Manoir et un autre petit cours d'eau,.
La Diélette, d'une longueur de 13 km, prend sa source dans la commune de Bricquebosq et se jette dans le golfe de Saint-Malo sur la commune, après avoir traversé cinq communes. 

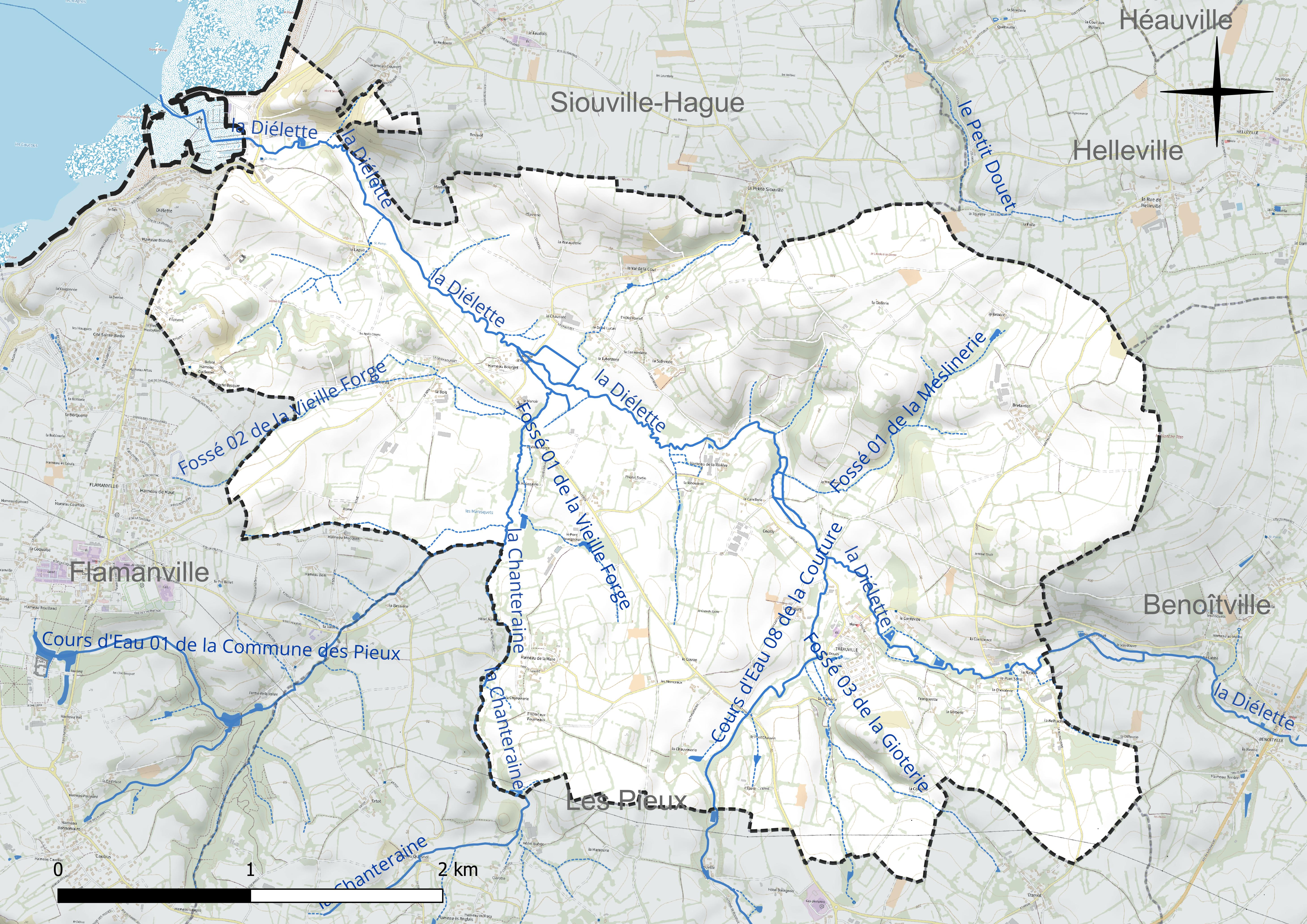
Réseau hydrographique de Tréauville.

### Climat
Pour des articles plus généraux, voir Climat de la Normandie et Climat de la Manche.
En 2010, le climat de la commune est de type climat océanique franc, selon une étude du CNRS s'appuyant sur une série de données couvrant la période 1971-2000. En 2020, Météo-France publie une typologie des climats de la France métropolitaine dans laquelle la commune est exposée à un climat océanique et est dans la région climatique  Normandie (Cotentin, Orne), caractérisée par une pluviométrie relativement élevée (850 mm/a) et un été frais (15,5 °C) et venté. Parallèlement le GIEC normand, un groupe régional d’experts sur le climat, différencie quant à lui, dans une étude de 2020, trois grands types de climats pour la région Normandie, nuancés à une échelle plus fine par les facteurs géographiques locaux. La commune est, selon ce zonage, exposée à un « climat maritime », correspondant au Cotentin et à l'ouest du département de la Manche, frais, humide et pluvieux, où les contrastes pluviométrique et thermique sont parfois très prononcés en quelques kilomètres quand le relief est marqué.
Pour la période 1971-2000, la température annuelle moyenne est de 11,1 °C avec une amplitude thermique annuelle de 10,8 °C. Le cumul annuel moyen de précipitations est de 857 mm, avec 13,7 jours de précipitations en janvier et 7,7 jours en juillet. Pour la période 1991-2020, la température moyenne annuelle observée sur la station météorologique la plus proche, située sur la commune de La Hague à 15 km à vol d'oiseau, est de 13,1 °C et le cumul annuel moyen de précipitations est de 480,0 mm. Pour l'avenir, les paramètres climatiques de la commune estimés pour 2050 selon différents scénarios d’émission de gaz à effet de serre sont consultables sur un site dédié publié par Météo-France en novembre 2022.

## Urbanisme

### Typologie
Au 1er janvier 2024, Tréauville est catégorisée commune rurale à habitat dispersé, selon la nouvelle grille communale de densité à sept niveaux définie par l'Insee en 2022.
Elle est située hors unité urbaine.
Par ailleurs la commune fait partie de l'aire d'attraction de Cherbourg-en-Cotentin, dont elle est une commune de la couronne,. Cette aire, qui regroupe 77 communes, est catégorisée dans les aires de 50 000 à moins de 200 000 habitants,.
La commune, bordée par la Manche, est également une commune littorale au sens de la loi du 3 janvier 1986, dite loi littoral. Des dispositions spécifiques d’urbanisme s’y appliquent dès lors afin de préserver les espaces naturels, les sites, les paysages et l’équilibre écologique du littoral, comme le principe d'inconstructibilité, en dehors des espaces urbanisés, sur la bande littorale des 100 mètres, ou plus si le plan local d'urbanisme le prévoit.

### Occupation des sols
L'occupation des sols de la commune, telle qu'elle ressort de la base de données européenne d’occupation biophysique des sols Corine Land Cover (CLC), est marquée par l'importance des territoires agricoles (99,5 % en 2018), une proportion identique à celle de 1990 (99,5 %).
La répartition détaillée en 2018 est la suivante : terres arables (46,3 %), zones agricoles hétérogènes (28 %), prairies (25,3 %), zones urbanisées (0,5 %).

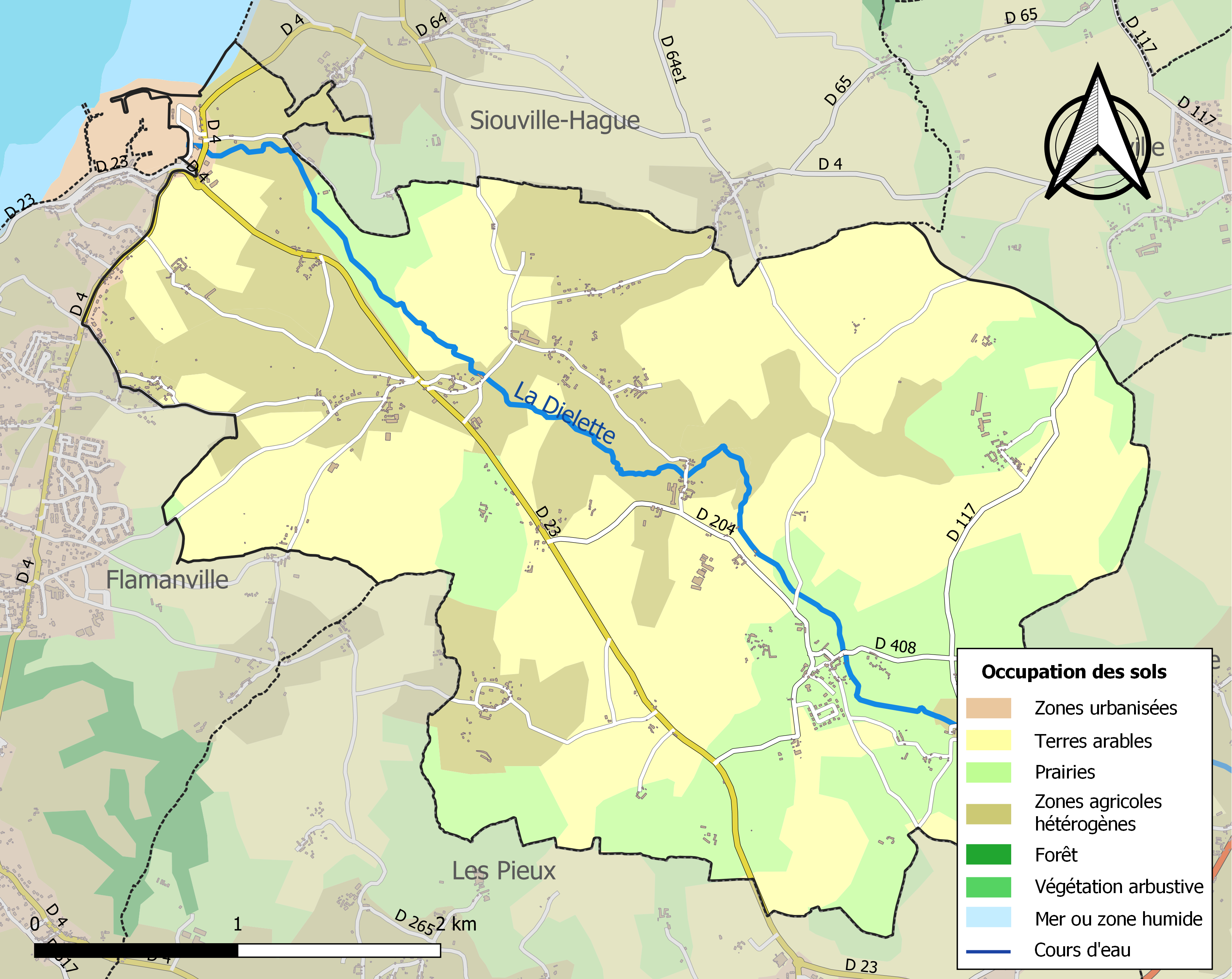
Carte des infrastructures et de l'occupation des sols de la commune en 2018 (CLC).

L'évolution de l’occupation des sols de la commune et de ses infrastructures peut être observée sur les différentes représentations cartographiques du territoire : la carte de Cassini (XVIIIe siècle), la carte d'état-major (1820-1866) et les cartes ou photos aériennes de l'IGN pour la période actuelle (1950 à aujourd'hui).

## Toponymie
Le nom de la localité est attesté sous les formes Trelvilla vers 1057 (AG NLM), Treauville Trahelvilla vers 1080 (notes Delisle d'après CSSV 12), Trehevilla vers 1135, Traauvilla vers 1160, Trealvilla vers 1180, Treauvilla vers 1210 (Feoda), Treauvilla vers 1280 (pouillé).
Il s'agit d’une formation toponymique médiévale en -ville au sens ancien de « domaine rural »
Pour expliquer le premier élément Tréau- (prononcé traditionnellement « triyo » selon BPTP), les avis ne convergent pas. François de Beaurepaire considère que cet élément est obscur, tout en proposant un « patronyme Trehel de signification incertaine », Ernest Nègre et René Lepelley quant à eux suggèrent d'y voir l'anthroponyme germanique Teraldus,, toutefois rare. Il existe également un nom de personne norrois Þarald (> Tarald, Norvège), variante de Þórvaldr (> Þóraldi > patronymes Théroude, Thouroude, Throude, Troude).
À noter que si Trehel est un patronyme, il n'a pas pu exister avant la fin du XIIe siècle, or le toponyme est attesté dès le XIe siècle. Trehel est un patronyme breton (centré sur l'Ille-et-Vilaine) qui tire vraisemblablement son origine du hameau Tréhel à La Noë-Blanche, commune d'Ille-et-Vilaine. C'est un possible toponyme brittonique en Tré-. En ce qui concerne la seconde proposition Terald(us), deux évolutions phonétiques sont nécessaires : d'une part une métathèse de [r] ; *Ter- / *Tar- > Tre- / Tra- et d'autre part une réduction de *-ald à -al > -au.
Il existe un terme attesté en vieux norrois þræll « esclave, thrall » qui est aussi le surnom d'un personnage de la Rígsþula.

## Histoire

### Temps modernes
En 1567, Roberde de Poilley, dame de Tréauville, veuve de Maurice de La Vigne, baron de Tubœuf, seigneur du Saussey (Saulxey) à Sainte-Colombe, de la Haye, de Morville et d'Émondeville, est taxée pour le fief de Tréauville de 28 livres dans le rôle des nobles et roturiers, au titre du ban et de l'arrière ban de la vicomté de Coutances, réalisé par Gilles Dancel, seigneur d'Audouville, lieutenant général du bailli de Cotentin, tenu à Coutances les 20-22 octobre. Elle avait hérité du fief de Tréauville, demi-fief de haubert, tenu du roi en la vicomté de Valognes, de son père, Jacques de Poilley (fl. 1518).
En 1598, Gabriel de la Vigne vend la seigneurie de Tréauville qui est incorporée au marquisat de Flamanville.
En outre, la famille Lepelley vendit la seigneurie d'amont de Tréauville au seigneur marquis de Flamanville en 1659.
Au XVIe siècle, Thomas Langlois, époux de Guillemette de Gouberville, demi-sœur de Gilles de Gouberville, était sieur de Cantepie à Tréauville.

### Époque contemporaine
En janvier 1835, selon l'ordonnance royale du 5 septembre 1834, Tréauville cède le port de Diélette et une partie de son territoire à Flamanville, qui disposait d'une enclave, le Mont Saint-Gilles, depuis la Révolution, sur laquelle était située l’ancienne église de Flamanville et le cimetière. Les Flamanvillais avaient aussi un intérêt économique puisqu'ils ramassaient à cet endroit le varech, utilisé comme engrais, ce qui avait donné lieu à la « guerre du varech ». Ce problème avait fait partie des cahiers de doléances des Tréauvillais en 1789. Le hameau de Belval intègre également Tréauville.
En 1835 également, une borne de granit dite « la Potile » montre la limite entre les communes de Tréauville et de Siouville.

## Politique et administration

### Découpage territorial
La commune fait partie du canton des Pieux.
Elle a fait partie de la communauté de communes des Pieux de 1978 à 2016. Depuis le 1er janvier 2017, Tréauville fait partie de la communauté d'agglomération du Cotentin.

### Liste des maires
| Période                                  | Période   | Identité                 | Étiquette | Qualité              |
| ---------------------------------------- | --------- | ------------------------ | --------- | -------------------- |
| 1860                                     | 1872      | Louis Folliot d'Argences |           |                      |
| juin 1995                                | mars 2001 | Louis Laurent            | SE        | Agriculteur retraité |
| mars 2001                                |           | André Sorel              | SE        | Agriculteur retraité |
| mars 2001                                | mai 2020  | Monique Mahieu           | SE        | Agricultrice         |
| mai 2020                                 | En cours  | Jacques Viger            | SE        | Entrepreneur         |
| Les données manquantes sont à compléter. |           |                          |           |                      |

Le conseil municipal est composé de quinze membres.

## Population et société
Les habitants de la commune sont appelés les Tréauvillais.

### Démographie
L'évolution du nombre d'habitants est connue à travers les recensements de la population effectués dans la commune depuis 1793. Pour les communes de moins de 10 000 habitants, une enquête de recensement portant sur toute la population est réalisée tous les cinq ans, les populations de référence des années intermédiaires étant quant à elles estimées par interpolation ou extrapolation. Pour la commune, le premier recensement exhaustif entrant dans le cadre du nouveau dispositif a été réalisé en 2006.
En 2022, la commune comptait 727 habitants, en évolution de +0,14 % par rapport à 2016 (Manche : −0,31 %, France hors Mayotte : +2,11 %).
Tréauville a compté jusqu'à 1 018 habitants en 1821.
| 1793 | 1800 | 1806 | 1821  | 1831 | 1836 | 1841 | 1846 | 1851 |
| ---- | ---- | ---- | ----- | ---- | ---- | ---- | ---- | ---- |
| 960  | 938  | 971  | 1 018 | 960  | 967  | 976  | 961  | 948  |

| 1856 | 1861 | 1866 | 1872 | 1876 | 1881 | 1886 | 1891 | 1896 |
| ---- | ---- | ---- | ---- | ---- | ---- | ---- | ---- | ---- |
| 912  | 890  | 887  | 875  | 877  | 870  | 806  | 805  | 763  |

| 1901 | 1906 | 1911 | 1921 | 1926 | 1931 | 1936 | 1946 | 1954 |
| ---- | ---- | ---- | ---- | ---- | ---- | ---- | ---- | ---- |
| 692  | 710  | 753  | 612  | 639  | 656  | 608  | 603  | 636  |

| 1962 | 1968 | 1975 | 1982 | 1990 | 1999 | 2006 | 2011 | 2016 |
| ---- | ---- | ---- | ---- | ---- | ---- | ---- | ---- | ---- |
| 570  | 495  | 460  | 545  | 636  | 632  | 675  | 718  | 726  |

| 2021 | 2022 | - | - | - | - | - | - | - |
| ---- | ---- | - | - | - | - | - | - | - |
| 736  | 727  | - | - | - | - | - | - | - |

### Vie associative
La commune dispose d'un comité des fêtes, d'une société de chasse, d'une amicale des anciens combattants, d'une association de parents d'élèves et d'un club des ainés (le Bon Accueil).

## Culture locale et patrimoine

### Lieux et monuments

#### Patrimoine civil
- Manoir de Métot du XVIIe siècle, inscrit au titre des monuments historiques par arrêté du 12 mai 1975[46], et comprenant logis, communs et porche d'entrée.
- Manoir de la Rade du XVIIIe siècle.
- Manoir de Tréauville du XVIe siècle. Situé sur la route des Pieux à Diélette, il a été peint par Jean-François Millet (Le Manoir de Tréauville près de Gréville)[Note 4].
- Manoir de la Houssairie du 4e quart du XVe siècle. Le logis rectangulaire, appelé « la Forte Maison » flanqué d'une tour circulaire, a conservé des bretèches au-dessus des ouvertures (porte, fenêtres)[47]. Des bâtiments de la fin du XVe et du XVIe siècle sont disposés autour de la cour[48]. Le manoir fut par la suite agrandi[49].
- Manoir de la Gioterie du XVIe siècle avec une échauguette[47].
- La Forte-Maison : elle serait l'une des plus anciennes maisons rurales du Cotentin. À l'intérieur, il subsiste des vestiges médiévaux[49].
- Port de Diélette, en partie sur la commune.
- La stèle des aviateurs. Le 8 mai 2004, la municipalité a inauguré la stèle à la mémoire des équipages de trois avions de la Royal Air Force abattus par la DCA allemande et tombés sur la commune le 26 novembre 1943.

Pour mémoire
Il y eut jusqu'à cinq moulins sur la Diélette.

#### Patrimoine religieux
- Église Saint-Pierre des XVe – XXe siècles, rénovée, notamment après 1944, conservant néanmoins des chapiteaux du XIIIe siècle. Elle est aujourd'hui rattachée à la nouvelle paroisse Saint-Germain du doyenné de Cherbourg-Hague[50]. L'édifice abrite une clef de voûte du XVIIe, un lavabo du sanctuaire du XIVe, des modillons romans du Moyen Âge, une verrière du XXe de Gabriel Loire et à l'extérieur un cadran solaire daté de 1786[37].
- Presbytère daté de 1752.
- Calvaire daté de 1678, dans le cimetière, où repose le général Casimir Jouan, ainsi que les quatre marins du Renard un bateau de Robert Surcouf, morts de leurs blessures après avoir été débarqués à Tréauville, à la suite d'une bataille victorieuse que le navire avait mené contre la goélette anglaise l'Alphéa, le 10 septembre 1813.

### Personnalités liées à la commune
- Jacques Casimir Jouan (1767-1847) est enterré au cimetière de Tréauville et vivait à la Houssairie.
- Pierre Bonnemains (Tréauville, 1773 - 1850), général de Napoléon, anobli comme baron de Bonnemains.
- Henri Jouan (Tréauville, 1821 - Cherbourg, 1907), navigateur, géographe, naturaliste et ethnologue.

### Héraldique
| Blason de Tréauville | Blason  | Coupé : au premier d'azur aux deux jumelles d'argent surmontées d'un lion léopardé du même armé, lampassé et couronné d'or, le fouet de la queue du même, au comble aussi d'argent, au second d'argent au comble de gueules, au pal de sable brochant accosté de deux demi-vols adossés aussi de gueules. |
| Blason de Tréauville | Détails | Le lion léopardé évoque celui de la Normandie. |